# Juan Carlos García Cuartango
Juan Carlos García Cuartango (1960-29 de gener de 2022) fou un enginyer de telecomunicacions i expert en seguretat informàtica espanyol.
Es va fer famós a nivell internacional a finals de la dècada de 1990, quan va descobrir un seguit d'errors en els mecanismes de seguretat dels productes de Microsoft. És considerat com un dels millors pèrits de l'estat en aquest tema, i el primer «caçador de forats» de l'Estat Espanyol. Durant uns anys va ser «el flagell de Microsoft». Actualment està al capdavant de l'Institut per a la Seguretat a Internet (Intisec).
Cuartango va començar a destapar fallades i vulnerabilitats en la seguretat del programari Microsoft i l'octubre de 1998 va arribar el seu primer gran descobriment, que li va atorgar fama internacionalment. La descoberta en qüestió va ser batejada com «El forat de Cuartango» i consistia en una errada greu al navegador Internet Explorer 4.01, que permetia a un servidor d'Internet llegir i obtenir els arxius locals dels ordinadors dels internautes que visitaven els seus webs. L'arrel del problema rau en el fet que el porta-retalls del sistema no estava protegit. Això feia que un script maliciós pogués enviar el contingut que estigués col·locat al porta-retalls. A més, l'script també podia col·locar al porta-retalls qualsevol arxiu que trobés a l'ordinador en qüestió. Per tant, en resum, «El forat de Cuartango» que denunciava és que, amb el navegador Internet Explorer 4.01, es podia extreure qualsevol fitxer dels ordinadors dels usuaris en aprofitar l'escletxa de seguretat del porta-retalls.
Deu mesos més tard Cuartango tornarà a trobar una nova fallada al programari Microsoft, aquesta vegada en Excel d'Office 97, que va batejar «el fill del forat de Cuartango» i la descoberta va fixar la seva reputació a l'internacional. L'enginyer que sempre va voler quedar una actitud col·laborativa es va queixar de la «prepotència» del gegant de la informàtica El 2000 va descobrir un altre forat que permetia instal·lar programari dins aplicacions de Microsoft, sense l'autorització de l'usuari.